# Liste der Träger des Hausordens der Wendischen Krone
In dieser Liste werden die Träger des Hausordens der Wendischen Krone aufgeführt. Der Großherzogliche Hausorden der Wendischen Krone wurde am 12. Mai 1864 durch die beiden Großherzöge von Mecklenburg, Friedrich Franz II. und Friedrich Wilhelm, gestiftet zur „ehrenden Bezeugung Allerhöchster vorzugsweiser Anerkennung und Achtung und zur Auszeichnung besonderer Verdienste“. Ordensherren waren die Großherzöge von Mecklenburg [-Schwerin] und Mecklenburg [-Strelitz].

## Großkreuz mit der Krone in Erz
(mit Datum der Verleihung)
- Abdülaziz, Padishah, Sultan des Osmanischen Reiches (18. Juli 1871)
- Adolf, Herzog von Teck (19. Juli 1902)
- Adolf Friedrich (V.), Erbgroßherzog von Mecklenburg [-Strelitz] (17. Oktober 1865)
- Adolf (II.), Fürst von Schaumburg-Lippe (27. Dezember 1912)
- Adolf Friedrich, Herzog zu Mecklenburg [-Schwerin] (Großkreuz mit der Krone in Erz und der Ordenskette)
- Alexander Alexandrowitsch, Zarewitsch (4. Juli 1864)
- Alexander, Landgraf von Hessen (10. August 1912)
- Alexandra, Großherzogin von Mecklenburg [-Schwerin] (Großkreuz mit der Krone in Erz, verliehen in Diamanten)
- Alfons, Prinz von Bayern (22. Juli 1904)
- Alfred Ernst Albrecht, Herzog von Edinburgh, Herzog von Sachsen-Coburg und Gotha (28. Juni 1868)
- Aribert, Prinz von Anhalt (15. November 1888)
- Arthur, Duke of Connaught and Strathearn (27. Juli 1879)
- Carl Borwin, Herzog zu Mecklenburg (12. März 1905)
- Christian IX., König von Dänemark (6. Februar 1872)
- Albert Eduard, Fürst von Wales, als Eduard VII. ab 1901, König von Großbritannien und Irland, Kaiser von Indien (13. August 1865)
- Eduard Albert, Prince of Wales (1. Mai 1911)
- Eduard, Prinz von Anhalt (19. Juli 1882)
- Ernst August, Kronprinz von Hannover, zu Braunschweig und Lüneburg (29. Oktober 1865)
- Friedrich, Herzog von Anhalt (17. April 1877)
- Friedrich, Prinz zu Hessen (13. August 1865)
- Friedrich VIII., König von Dänemark (28. Mai 1884)
- Friedrich Wilhelm (II.), Großherzog von Mecklenburg [-Strelitz] (15. November 1864, mit Kette)
- Friedrich Wilhelm (I.), Kurfürst von Hessen (13. August 1865)
- Georg I., König der Hellenen (24. August 1871)
- Georg, Prince of Wales (Georg V. König von Großbritannien und Irland, 22. Juni 1893)
- Georg V., König von Hannover (29. Oktober 1865)
- Georg, Herzog zu Mecklenburg (15. November 1865)
- George, 2. Duke of Cambridge (13. August 1865)
- Georg, Prinz zu Hessen (13. August 1865)
- Georg Alexander, Herzog zu Mecklenburg (16. Februar 1876)
- Georg Alexander, Fürst von Teck (12. Juli 1904)
- Heinrich Borwin, Herzog zu Mecklenburg [-Schwerin] (Großkreuz mit der Krone in Erz und der Ordenskette)
- Johann Albrecht, Herzog zu Mecklenburg [-Schwerin] (Großkreuz mit der Krone in Erz und der Ordenskette)
- Julius Ernst, Prinz zur Lippe (17. Juni 1914)
- Karl, Fürst von Schwarzburg-Sondershausen (25. Januar 1882)
- Karl Michael, Herzog zu Mecklenburg [-Strelitz] (17. Juni 1880)
- Leopold, Duke of Albany (1. August 1881)
- Leopold IV., Fürst zur Lippe (6. August 1913)
- Leopold (Friedrich Franz Ernst), Erbprinz von Anhalt (17. April 1877)
- Nikolaus II. von Russland, Zar (9. Januar 1879)
- (Leopold) Friedrich (Eduard Karl Alexander), Prinz von Anhalt (17. April 1877)
- Mirko, Prinz von Montenegro (20. Juli 1899)
- Paul Friedrich, Herzog zu Mecklenburg [-Schwerin] (Großkreuz mit der Krone in Erz und der Ordenskette)
- Robert, Herzog von Württemberg (18. Februar 1906)
- Ulrich, Herzog von Württemberg (19. Juli 1904)
- Wilhelm, Herzog zu Mecklenburg [-Schwerin] (Großkreuz mit der Krone in Erz und der Ordenskette)
- Wilhelm, Landgraf zu Hessen (13. August 1865)
- Wilhelm, Prinz zu Hessen (4. Januar 1881)
- Wilhelm August Eduard, Prinz von Sachsen-Weimar-Eisenach (19. Mai 1867)
- Wilhelm Carl August, Prinz zu Schaumburg-Lippe (21. März 1868)
- Joachim Freiherr von Brandenstein, Großherzoglich Mecklenburg-Schwerinscher außerordentlicher Gesandter und bevollmächtigter Minister
- Friedrich von Voss, Kammerdirektor und Oberjägermeister (3. Oktober 1873)

## Großkreuz mit der Krone in Gold
- Carl Graf von Bassewitz-Levetzow, Großherzoglich Mecklenburg-Schwerinscher Staatsminister
- Arthur von Bernstorff, preußischer Legationsrat und mecklenburgischer Landrat
- Gottlieb von Both, mecklenburgischer Verwaltungs- und Hofbeamter
- Friedrich von Dewitz, Staatsminister (17. Oktober 1888, in Brillanten 8. Juni 1904)
- August zu Eulenburg, Königlich Preußischer Ober-Hof- und Hausmarschall (22. März 1884)
- Adolf Giese, Präsident des Mecklenburg-Schwerinschen Oberkirchenrats
- von Grimm, Kaiserlich Russischer Staatsrat (13. Dezember 1891)
- von Hegermann-Lindencrone, Königlich Dänischer außerordentlicher Gesandter und bevollmächtigter Minister (1. November 1904)
- Adolf Langfeld, Großherzoglich Mecklenburg-Schwerinscher Staatsminister
- von Lucanus, Königlich Preußischer Wirklicher Geheimer Rat und Chef des Geheimen Zivilkabinetts (23. Februar 1893)
- Friedrich von der Lühe, Hofmarschall der Großherzogin Marie und Kammerherr
- Hermann von Malotki, Königlich Preußischer Generalleutnant (15. Dezember 1895)
- Freiherr von Molsberg, Königlich Württembergischer General der Artillerie (24. Dezember 1891)
- Carl von Monroy, Großherzoglich Mecklenburg-Schwerinscher Oberjägermeister und Oberlandforstmeister (9. April 1907)
- Karl von Neidhardt, Großherzoglich Hessischer Wirklicher Geheimer Rat, hessischer Gesandter und Bevollmächtigter beim Bundesrat (15. Juni 1892)
- Fortunat von Oertzen (1842–1922), Wirklicher Geheimer Rat, Chef des Großherzoglichen Haushalts in Schwerin
- Graf von Posadowsky-Wehner, Staatssekretär des Innern (27. Februar 1905)
- Cuno von Rantzau, Großherzoglich Mecklenburg-Schwerinscher Oberhofmarschall und Kammerherr
- Wilhelm von Schröter, Großherzoglich Mecklenburg-Schwerinscher Staatsminister
- von Schwanebach, Kaiserlich Russischer Geheimer Rat (22. April 1899)
- von Seeckt, Königlich Preußischer General der Infanterie (17. März 1888)
- Christian Freiherr von Stenglin, Großherzoglich Mecklenburg-Schwerinscher Oberlandstallmeister
- Otto von Strubberg, Königlich Preußischer General der Infanterie (14. Juni 1879)
- Dimitri von Vietinghoff, Oberhofmarschall
- Thomas Heinrich Voigt, Maler und Hoffotograf[1]

## Großkomtur
- Carl Wilhelm August Balck, Geheimer Oberfinanzrat
- Ulrich von Blücher, Großherzoglich Mecklenburg-Schwerinscher Staatsrat und Vorstand des Ministeriums der Finanzen
- Carl Friedrich von Both (1789–1875), Direktor des Landesgerichts Rostock und Vizekanzler der Universität Rostock
- Gustav Brückner (1855–1925), Präsident des Landgerichts Schwerin
- Gerhard von Buchka, Wirklicher Geheimer Legationsrat, Direktor des Großherzoglichen Konsistoriums in Rostock
- Heinrich Burmeister (1832–1918), Landgerichtspräsident in Güstrow
- Friedrich Adolph Gottlieb von Eyben, Oberlanddrost in Schönberg (17. Oktober 1869)
- Eckhard Graf von Hahn (1864–1941), auf Schloss Basedow, Großherzoglich Mecklenburg-Schwerinscher Hofmarschall
- Adolf Jahn, Senatspräsident am Oberlandesgericht in Rostock
- Maximilian von Liebeherr (1814–1896), Präsident des Landesgerichts Rostock und Vizekanzler der Universität Rostock
- Vincent Heinrich Mann (1818–1889), Jurist und Gerichtsrat am Oberappellationsgericht für Mecklenburg, später Senatspräsident am Oberlandesgericht
- Wilhelm Maßmann (1837–1916), Senatspräsident beim Reichsgericht
- Ludwig von Meerheimb, Staatsrat und Vorstand des Großherzoglich Mecklenburg-Schwerinschen Ministerium des Innern
- Theodor Sohm, Präsident des Oberlandesgerichts in Rostock
- Theodor Thierfelder (1824–1904), Mediziner
- Carl Trotsche (1803–1879), Präsident des Oberappellationsgerichts für Mecklenburg

## Komtur
- Georg Daniel, Architekt, Geheimer Oberbaurat
- Emil von Gutzmerow, Kammerherr von Königin bzw. Kaiserin Augusta, Mitglied des preußischen Herrenhauses
- Georg Christian Friedrich Lisch, Archivar, Historiker, Prähistoriker, Bibliothekar und Denkmalpfleger (1877)
- Ludwig Matthiessen, Physiker und Hochschullehrer (1905)
- Friedrich Wilhelm Schirrmacher, Professor für Geschichte (1898)
- Carl Schmidt, juristischer Oberkirchenrat
- Friedrich von Wick, Jurist und Regierungsrat (1869)
- Hermann Willebrand, Architekt (1889)

## Ritter
- Hermann Aubert, Physiologe, mehrmaliger Rektor der Universität Rostock
- Clemens Freiherr von Breiten-Landenberg (1830–1895), K.K. Oberpostverwalter zu Pilsen
- Friedrich Wilhelm Buttel, Baumeister, Oberbaurat und Großherzoglicher Hofbaumeister
- Ferdinand Justus Crumbiegel, Bürgermeister von Rostock (24. Februar 1876)
- Hermann Dunger, Sprachpurist, Germanist und Lehrer
- Ernst von Eschwege, Forstmann und Maler (1905)
- Theodor Fontane, Schriftsteller (April 1871)
- Karl Emil Kirchner, Generalleutnant z. D. mit dem Titel Exzellenz
- Georg Christian Friedrich Lisch, Archivar, Historiker, Prähistoriker, Bibliothekar und Denkmalpfleger (1875)
- Gottlieb Matthias Carl Masch, Theologe, Rektor und Historiker
- Wilhelm von Oertzen, Gutsbesitzer, Verwaltungsbeamter (29. November 1867)
- Johannes Roeper, Botaniker und Bibliothekar (15. März 1873)
- Karl Friedrich Scheibe, Altphilologe, Gymnasialrektor (11. September 1867)
- Heinrich von Stein, Hauslehrer der Familie (28. Februar 1870)
- Fritz Scharenberg (1846–1916), Bürgermeister, Amtsgerichtsrat (1. Januar 1914)
- Daniel Sanders (12.11.1819 – 11.03.1897), Lehrer, Lexikograph, Verfasser germanistischer Fachliteratur, Kritiker des Deutschen Wörterbuchs der Brüder Grimm, Ritter am 12.11.1889, zuvor Verdienstkreuz in Gold (01.01.1880)
- Victor Wentzel, Oberforstinspektor (3. Oktober 1908)
- Friedrich von Wick, Offizier, Amtmann und Polizeiinspektor (1907)